# Topol v zatáčce
 Topol v zatáčce je památný strom - mohutný kultivar topolu černého (Populus nigra) s přímým kmenem, vysoko nasazenou korunou, která se naklání nad vilu čp. 72 (pošta). Strom se nachází ve středu obce Vintířov v okrese Sokolov v Karlovarském kraji, nedaleko (cca 75 m) dalšího památného stromu Dubu ve Vintířově, kde je umístěna informační tabule o obou stromech. Solitérní strom má měřený obvod 513 cm, výšku 27 m (měření 2006). Za památný byl vyhlášen v roce 1984.

## Stromy v okolí
- Dub ve Vintířově
- Kaasův buk
- Dub ve Starém Sedle
- Břečťany v Lokti